# Ab geht die Lutzi! Festival
Das Ab geht die Lutzi! Festival (Eigenschreibweise: AB GEHT DIE LUTZI! Festival, ehemals Und ab geht die Lutzi!) ist ein seit 2009 veranstaltetes Musikfestival, welches Hip-Hop mit Punk- und Indie-Rock verbindet. Seit der ersten Veranstaltung findet das Festival jährlich in Rottershausen statt. 2023 verzeichnete das Festival 12.000 Besucher.

## Konzept
Das Festival findet jährlich im Sommer (meist Juni) in Rottershausen statt. Das Festival wird zu einem großen Teil von der aus ungefähr 1.000 Menschen bestehenden Dorfgemeinde selbst veranstaltet. Es wird somit oft mit dem Heavy Metal Festival in Wacken verglichen. Das bis 2018 zweitägig ausgerichtete Festival, findet seit 2019, dem zehnjährigen Jubiläum, drei Tage lang statt.
Es werden die Genres Punk, Rock, Hip-Hop und Techno abgedeckt. Die Hauptbühne stellt den Platz für Punk- und Rock-Acts zur Verfügung, während auf einer großen hinteren Zeltbühne Hip-Hop-Künstler auftreten. In der sogenannten E-Box spielen DJs elektronische Musik.

Das genreübergreifende Event stellt Newcomern unter anderem die Möglichkeit neben Stars einen gewissen Bekanntheitsgrad zu erreichen. Weiterhin wird keine Musiknische hervorgehoben, um eine neutrale Ausgewogenheit zwischen Rapmusik und Punkmusik zu treffen.
„Party um die Ecke trifft auf Festivalfeeling pur, durchgeknallte Camper treffen auf eingefleischte Ureinwohner, Hip Hopper auf Punkrocker, Burgermann auf Handbrotbäcker, Kater vom Freitag auf Party am Samstag, Mädchen auf Jungs, alt auf jung und die Stars des Festivalsommers geben den Lokalhelden die Klinke die Hand.“ - Main-Post

### Name
Der Name des Festivals beläuft sich auf die Redewendung es geht die Lutzi ab, was im Volksmund soviel bedeutet wie es wird ausgelassen gefeiert oder es herrscht gute Stimmung. Aufgrund der Doppeldeutigkeit in der Redewendung, ist eine Dame mit dem Pseudonamen Lutzi seit 2010 das Aushängeschild des Festivals.

## Geschichte

### 2009 bis 2012
Die Anfänge des Lutzi Open-Airs entsprangen einer simplen Idee für eine lokale Feier. So waren bei der Urveranstaltung 2010 ausschließlich regionale Künstler aus dem Raum Bad Kissingen und Schweinfurt vertreten. Die Veranstaltung wurde vom FC Einigkeit Rottershausen organisiert und findet seitdem auf einem Fußballfeld statt. Durch den unerwarteten Besucheraufmarsch wurden erneut Events veranstaltet.
Im Jahr 2012 wurden beim dritten Lutzi-Festival 3.000 Besucher verzeichnet. Mit Supershirt und Sondaschule wurden erstmals überregional namhafte Künstler gebucht.

### 2013 bis 2016
Parallel zu den rapide steigenden Besucherzahlen in den Vorjahren wurden bekanntere Rock Acts wie Schmutzki, Montreal, Donots und Itchy Poopzkid gebucht. Die Hip-Hop-Stage wurde mit populären Namen wie Fatoni, Umse und Jay Luxe befüllt. Fortan plakatierte das Festival Headliner, welche einen hohen Bekanntheitsgrad innerhalb Deutschlands genießen. Die Besucherzahlen blieben 2013 bis 2016 mit ca. 4.000–4.500 Besuchern konstant. Durch die steigende Anzahl der Musikgrößen wurden die Musikgenres ab 2015 nicht mehr durch Bühnen getrennt.

### 2017 bis heute
2017 boten erstmals international erfolgreiche Künstler wie The Baboon Show und Turbobier eine Show auf dem Festival. Mit über 7.000 Besuchern war das Jahr 2018 am stärksten besucht. Zusätzlich gibt es seit 2017 einen Freestyle-Wettbewerb auf der Zeltbühne.
Nachdem die Veranstaltung 2020 und 2021 wegen der COVID-19-Pandemie in Deutschland abgesagt wurde, startete das Festival 2022 neu. 2023 verzeichnete es mit 12.000 Besuchern einen neuen Besucherrekord.

## Line-Ups
| Jahr | Künstler |
| ---- | --- |
| 2010 | Kojak, Scallwags, Raw Idol, Dumb, Kronoflash, Uni MC, Lauertal Connection, F&K, DJ J1s, DJ Zig Zag, Antschl & Mode |
| 2011 | Kojak, My New Zoo, Scallwags, SFH, Raw Idol, Hidden Tapes, Bambägga, Dichtungsring, Kronoflash, Lauertal Connection, Antschl & Mode, Alex Drum Dale |
| 2012 | DJ Chainsaw, Supershirt, Sondaschule, Destination Anywhere, No Change in Sight, Bagdad on the Dancefloor, Adam & Evil, Quendolin Fender, Sicksteez, Unterfranken Crew, Kniffler`s Mum, Creamhild`s Jazzpants, Mistaa & Quendolin Fender, Antschl & Mode, NOONEKNOWS |
| 2013 | Captain Capa, Itchy Poopzkid, Schmutzki, The Pollywogs, Kid Wolkenkratzer, Taste Of Affinity, Mundwerk-Crew, Umse, Bengio, Mihalys Theorie, Lauertal Connection, Antschl & Mode, Robin Sukroso, DBS |
| 2014 | Emil Bulls, Bakkushan, Texta, Not Called Jinx, Rafiki, Erwin & Edwin, Dead Energy, Bambägga, Soundladen, Anoki, Raw Idole, The Ghost Rockets, Rock can Roll, Royal Flush, Unexpected Joints, Fedabeatz, Hey Frank! |
| 2015 | Montreal, Kellerkommando, Fatoni, First Class Ticket, Schafe & Wölfe, Arnold & Sukruso, Dicht und Ergreifend, 50 m Freistil, Jay Luxe, Alex Mofa Gang, Nasou, Black Suit Pilots, Flokati & Curd Weiss, Fraru, Melting Batteries, Soul Jam, At The Farewell Party, Antschl & Mode, UFC, Rock can Roll |
| 2016 | Donots, Liquid, Schmutzki, Blackout Problems, Alexander Lorz, Konvoy, The Prosecution, Swiss & die Andern, Andreas Stefi, Fedabeatz, Illustrators, Damengymnastik Montagsgruppe, Ronzn & die Zauberschneckn, Lauertal Connection, Stephan Keise, Scallwags, Antschl&Mode, A week of Sundays, Random Entertainment, LFPC, Blunaa |
| 2017 | MADSEN, Turbobier, ITCHY, The Baboon Show, Kafvka, Marz, Erwin & Edwin, Rogers, Tim Drignat, Roger Rekless, Nico Pusch, Kmpfsprt, Rick Tick Evil, Cannahann, Fraru, Bambägga, John Dread, Hazel The Nut, Bob Ross Effect, LFPC, Antsch&Mode, Unbesiegt, Lauertal Connection |
| 2018 | Milliarden, Montreal, Royal Republic, Anna Reusch, Blaucrowd Surfer, Chefboss, Cock Riot, John Dread, Gusy, Devil Train, Heisskalt, Illustrators, Jomo, Kellerkommando, Lauertal Connection, LPFC, Lully, Minipax, Olli Banjo, Sam Goku, Smile and Burn, The Detectors |
| 2019 | Antilopen Gang, Donots, Massendefekt, Adam Angst, B-Tight, Leoniden, Tequila and the Sunrise Gang. Angiz, Antschl & Mode, Beat the Dancefloor, Black Tape Lion Cock Riot, LFPC, My T-Sharps, Nils Schmied, Panda Party, Scallwags, Das Ding ausm Sumpf, Fatoni, Der Wahnsinn, Gusy, Lauertal Connection, Tim Drignat-Spirkenländer Blasmusik, Tim Vantol |
| 2020 | Ausfall der veranstaltung wegen der COVID-19-Pandemie in Deutschland |
| 2021 | Ausfall der veranstaltung wegen der COVID-19-Pandemie in Deutschland |
| 2022 | Anti-Flag, Afrob, Grossstadtgeflüster, Moop Mama, Swiss und die Andern, 8kids, Abramowicz, Awesome Grey, Bambägga, Blond, Jack Torrance, Liedfett, Mandrax Queen, Panda Party, Radio Havanna, Crash Bundy, Devil May Care, Engst, Flokati, Grizzly, Ratzo MC, Youth Okay |
| 2023 | Madsen, The Subways, 257ers, Grossstadtgeflüster, Roy Bianco & Die Abbrunzati Boys, Rogers, Pabst, Waving the Guns, Le Fly, Drei Meter Feldweg, Juse Ju, Mobina Galore, Raum27, Shoreline, Deathjocks, Damona, Elena Rud, Klangphonics, Blaucrowd Surfer, Crash Bundy, Saló, Schnogge, WTKMafia, Kai Zimmermann, Gusy, TMY, Barska and the Factory, Fliegende Haie, Flimmer, Tilman, Vermilion, Lauertalk Connection, Antschl & Mode, Spirkenländer Blasmusik |